# Resupinatus taxi
Resupinatus taxi är en svampart som först beskrevs av Joseph-Henri Léveillé, och fick sitt nu gällande namn av Thorn, Moncalvo & Redhead 2006. Resupinatus taxi ingår i släktet Resupinatus och familjen Tricholomataceae.   Inga underarter finns listade i Catalogue of Life.
I den svenska databasen Dyntaxa används istället namnet Resupinatus griseopallidus för samma taxon.  Arten har ej påträffats i Sverige.